# Sovetsk (Oblast' di Kaliningrad)
Sovetsk (in russo Советск?; in lituano Sovetskas; in polacco Sowieck), fino al 1945 Tilsit (nome tedesco originario; lit.: Tilžė; pol. Tylża), è una città della Russia di circa 43 000 abitanti situata nell'oblast' di Kaliningrad.

## Geografia fisica
Sovetsk è situata alla confluenza del fiume Tilša (ted. Tilse) nel Neman (Memel), al confine con la Lituania (segnato a metà del ponte della regina Luisa).

## Storia
La città deve le sue origini all'Ordine Teutonico, che fondò una piazzaforte tra i fiumi Tilse e Memel nel 1365 e in seguito (1406-09) la fortezza di Tilsit. La vicinanza del castello favorì l'inurbazione della zona circostante e fu così che nel 1552 il duca Alberto I di Prussia elevò Tilsit al rango di città.
Invasa dai russi durante la guerra dei sette anni (1758-62), non subì fortunatamente distruzioni, e nemmeno nel 1807, quando le truppe napoleoniche attraversarono la città nel corso della campagna di Russia. Il 7 e il 9 luglio 1807 vi furono stipulati due trattati di pace (pace di Tilsit) tra l'Impero francese, l'Impero russo e il Regno di Prussia.
Nel XIX e XX secolo Tilsit fu sede di varie associazioni lituane, in quanto circa il 50% della popolazione dei dintorni era di lingua lituana. Ciononostante, durante il referendum del 1921 solamente 42 dei circa 1 000 lituani residenti in città si pronunciarono a favore di un'annessione di Tilsit alla Lituania.
Per tutto l'Ottocento Tilsit poté svilupparsi economicamente, in particolare grazie al commercio del legname lungo il fiume Memel. Nel 1832 la città fu collegata tramite rete stradale a Königsberg, mentre nel 1853 a Memel. Nel 1865 divenne invece il capolinea di una linea ferroviaria (prolungata nel 1875 fino a Memel), divenendo così anche un importante crocevia della Prussia Orientale.
Durante la prima guerra mondiale Tilsit fu occupata per due mesi dalle truppe russe, ma la città non ne uscì danneggiata. In seguito all'occupazione lituana del territorio di Memel (situato al di là del fiume), Tilsit si trovò ad essere una città di confine e perse parte del suo hinterland, con ripercussioni negative sull'economia cittadina.
Fino al 1945 Tilsit appartenne alla Germania come circondario autonomo del distretto governativo di Gumbinnen, mentre l'amministrazione del circondario di Tilsit-Ragnit aveva parimenti la sua sede a Tilsit.
Con lo scoppio della seconda guerra mondiale la città andò incontro ad un tragico destino: bombardata per la prima volta il 21 aprile 1943, nei mesi successivi fu soggetta a devastanti incursioni aeree fino al luglio 1944. Quando nell'ottobre dello stesso anno la linea del fronte raggiunse il fiume Memel, Tilsit venne dichiarata zona di guerra e progressivamente evacuata della popolazione civile. Dopo un pesante bombardamento di artiglieria, che distrusse l'80% della città, Tilsit venne conquistata dall'Armata Rossa il 20 gennaio 1945. Per effetto della conferenza di Potsdam la città fu quindi assegnata, assieme alla metà settentrionale della Prussia Orientale, all'Unione Sovietica (RSFS Russa).
Nel 1946 la città fu ribattezzata "Sovetsk" e divenne parte dell'oblast' di Kaliningrad (già Königsberg), mentre la popolazione tedesca rimasta venne espulsa nel giro di pochi mesi e rimpiazzata da russi (provenienti dalle zone del Volga) e da bielorussi. Come parte dell'exclave russa sul Baltico, rigidamente isolata dagli Stati confinanti per motivi militari, Sovetsk è rimasta per decenni inaccessibile agli stranieri e sta oggi faticosamente riprendendo la propria vocazione commerciale grazie ai cantieri navali e all'industria della cellulosa.

## Gastronomia

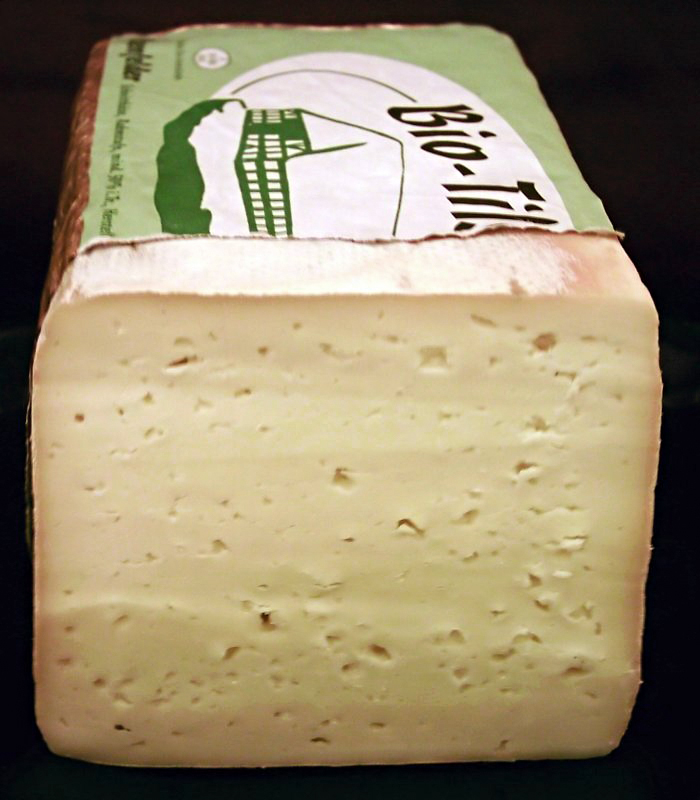
Il celebre formaggio di Tilsit.

In epoca tedesca Tilsit era celebre per via del suo formaggio (Tilsiter Käse), la cui ricetta era tuttavia relativamente recente (fu creata verso la fine del XIX secolo da immigrati svizzeri dell'Argovia). Dopo la fuga e l'espulsione della popolazione tedesca, il formaggio di Tilsit viene ancora prodotto in città, seppur col nome tradotto di Sovetskij syr.